# خوسيه لويس ألفاريز
خوسيه لويس ألفاريز (بالإسبانية: José Luis Álvarez)‏ هو مبارز بالسيف إسباني، ولد في 22 يناير 1969 في مدريد في إسبانيا.

## وصلات خارجية
- خوسيه لويس ألفاريز على موقع أوليمبيديا (الإنجليزية)